# Gryllotalpa maroccana
Gryllotalpa maroccana is een rechtvleugelig insect uit de familie veenmollen (Gryllotalpidae). De wetenschappelijke naam van deze soort is voor het eerst geldig gepubliceerd in 1987 door Baccetti.